# Saint-Germain-de-Varreville
Saint-Germain-de-Varreville és un municipi francès situat al departament de la Manche i a la regió de Normandia. L'any 2007 tenia 118 habitants.

## Demografia

### Població
El 2007 la població de fet de Saint-Germain-de-Varreville era de 118 persones. Hi havia 52 famílies de les quals 16 eren unipersonals (12 homes vivint sols i 4 dones vivint soles), 16 parelles sense fills i 20 parelles amb fills.
La població ha evolucionat segons el següent gràfic:
Habitants censats

### Habitatges
El 2007 hi havia 79 habitatges, 53 eren l'habitatge principal de la família, 20 eren segones residències i 6 estaven desocupats. 75 eren cases i 2 eren apartaments. Dels 53 habitatges principals, 40 estaven ocupats pels seus propietaris, 12 estaven llogats i ocupats pels llogaters i 1 estava cedit a títol gratuït; 6 tenien dues cambres, 3 en tenien tres, 15 en tenien quatre i 29 en tenien cinc o més. 35 habitatges disposaven pel capbaix d'una plaça de pàrquing. A 26 habitatges hi havia un automòbil i a 22 n'hi havia dos o més.

### Piràmide de població
La piràmide de població per edats i sexe el 2009 era:
| Homes | Edats   | Dones |
| ----- | ------- | ----- |
| 0     | 95 o +  | 0     |
| 0     | 90 a 94 | 0     |
| 0     | 85 a 89 | 4     |
| 0     | 80 a 84 | 0     |
| 12    | 75 a 79 | 4     |
| 0     | 70 a 74 | 4     |
| 4     | 65 a 69 | 8     |
| 8     | 60 a 64 | 4     |
| 4     | 55 a 59 | 4     |
| 4     | 50 a 54 | 4     |
| 12    | 45 a 49 | 4     |
| 4     | 40 a 44 | 0     |
| 4     | 35 a 39 | 4     |
| 0     | 30 a 34 | 4     |
| 4     | 25 a 29 | 4     |
| 0     | 20 a 24 | 4     |
| 4     | 15 a 19 | 8     |
| 8     | 10 a 14 | 0     |
| 0     | 5 a 9   | 0     |
| 4     | 0 a 4   | 0     |

## Economia
El 2007 la població en edat de treballar era de 67 persones, 53 eren actives i 14 eren inactives. De les 53 persones actives 49 estaven ocupades (32 homes i 17 dones) i 4 estaven aturades (2 homes i 2 dones). De les 14 persones inactives 6 estaven jubilades, 2 estaven estudiant i 6 estaven classificades com a «altres inactius».

### Ingressos
El 2009 a Saint-Germain-de-Varreville hi havia 52 unitats fiscals que integraven 116 persones, la mediana anual d'ingressos fiscals per persona era de 16.351 €.

### Activitats econòmiques
Dels 3 establiments que hi havia el 2007, 1 era d'una empresa de construcció, 1 d'una empresa financera i 1 d'una entitat de l'administració pública.
L'únic servei als particulars que hi havia el 2009 era un guixaire pintor.
L'any 2000 a Saint-Germain-de-Varreville hi havia 11 explotacions agrícoles que ocupaven un total de 434 hectàrees.

## Poblacions més properes
El següent diagrama mostra les poblacions més properes.